# Liste der Baudenkmäler in Regensburg-Steinweg-Pfaffenstein
Auf dieser Seite sind die Baudenkmäler in der Oberpfälzer Bezirkshauptstadt Regensburg zusammengestellt. Diese Tabelle ist eine Teilliste der Liste der Baudenkmäler in Bayern. Grundlage ist die Bayerische Denkmalliste, die auf Basis des Bayerischen Denkmalschutzgesetzes vom 1. Oktober 1973 erstmals erstellt wurde und seither durch das Bayerische Landesamt für Denkmalpflege geführt wird. Die folgenden Angaben ersetzen nicht die rechtsverbindliche Auskunft der Denkmalschutzbehörde.

## Baudenkmäler
| Lage                                         | Objekt | Beschreibung | Akten-Nr.       | Bild |
| -------------------------------------------- | --- | --- | --------------- | --- |
| Alte Nürnberger Straße (Standort)            | Ehemaliger Schützenstadel                                                                                  | Zweigeschossiger und traufständiger Satteldachbau, um 1800 | D-3-62-000-1472 | Ehemaliger Schützenstadel                                                                                  |
| Alte Nürnberger Straße 12 (Standort)         | Brauereigasthof (sogenannter Spitalkeller) und Bierkeller der St.-Katharinen-Spitalstiftung                | Zweigeschossiger und traufständiger Satteldachbau mit Risalit und Werksteinportal, im Kern 17. Jahrhundert | D-3-62-000-30   | Brauereigasthof (sogenannter Spitalkeller) und Bierkeller der St.-Katharinen-Spitalstiftung                |
| Alte Nürnberger Straße 13 (Standort)         | Ehemaliges Gerberhaus                                                                                      | Zweigeschossiger und traufständiger Mansarddachbau mit Krüppelwalm, 18./19. Jahrhundert | D-3-62-000-1473 | Ehemaliges Gerberhaus                                                                                      |
| Alte Nürnberger Straße 13 a, 13 b (Standort) | Ehemaliges Gerberhaus (Rückgebäude)                                                                        | eingeschossiger und traufständiger Mansarddachbau mit Halbwalm, 18./19. Jahrhundert | D-3-62-000-1473 | Ehemaliges Gerberhaus (Rückgebäude)                                                                        |
| Alte Nürnberger Straße 16 (Standort)         | Ehemaliger Stadel                                                                                          | Eingeschossiger und giebelständiger Halbwalmdachbau, 17. Jahrhundert | D-3-62-000-31   | Ehemaliger Stadel                                                                                          |
| Alte Nürnberger Straße 30 (Standort)         | Ehemaliger Stadel                                                                                          | Eingeschossiger und giebelständiger Steilsatteldachbau mit korbbogigem Portal, bezeichnet mit „1792“, rückwärtig mittelalterliche Kelleranlage | D-3-62-000-32   | Ehemaliger Stadel                                                                                          |
| Am Dreifaltigkeitsberg (Standort)            | Katholische Kapelle zum Gegeißelten Heiland, seit 1922 Kriegergedächtniskapelle                            | Runder Zentralbau mit Zeltdach, Kuppel und pilastergerahmtem Portal, um 1730; mit Ausstattung | D-3-62-000-1475 | Katholische Kapelle zum Gegeißelten Heiland, seit 1922 Kriegergedächtniskapelle                            |
| Am Dreifaltigkeitsberg 6 (Standort)          | Friedhof                                                                                                   | Langgestreckte, ummauerte Anlage mit Grabmälern des 19. und 20. Jahrhunderts, nördlicher und südlicher Mauerzug mit Wandgrabmälern und -tafeln Östliches Friedhofstor, Ädikula mit Pilastern und Dreiecksgiebel, klassizistisch, bezeichnet mit „1798“, westliches Friedhofstor mit Inschrift und gestuftem Überbau, Ende 19. Jahrhundert Friedhofskreuz, Viernageltypus aus Gusseisen an Bandeisenkreuz, um 1900 Mesnerhaus, zweigeschossiger Halbwalmdachbau, erste Hälfte 18. Jahrhundert Kruzifix, Viernageltypus und Maria, Holz, 1798 | D-3-62-000-58   | weitere Bilder                                                                                             |
| Am Dreifaltigkeitsberg 8 (Standort)          | Katholische Pfarrkirche Heilige Dreifaltigkeit                                                             | Saalbau mit eingezogenem Chor, Chorflankentürmen und Vorhalle mit offenen Arkaden und Mittelturm, 1713–15, Fassade, Vorhalle und Turm im Rundbogenstil, 1837 wohl nach Plänen von Leo von Klenze, Erweiterung nach Westen 1933 durch Heinrich Hauberrisser; mit Ausstattung | D-3-62-000-57   | weitere Bilder                                                                                             |
| Am Dreifaltigkeitsberg 9 (Standort)          | Denkmal zur Erinnerung an die Beschießung von Stadtamhof im Jahre 1809                                     | Pfeiler mit gusseiserner Inschrifttafel, Eckpilastern und Bekrönung auf gestuftem Sockel, Sandstein, neugotisch, 1890 | D-3-62-000-867  | Denkmal zur Erinnerung an die Beschießung von Stadtamhof im Jahre 1809                                     |
| Am Pfaffensteiner Hang 29 (Standort)         | Wohnhaus                                                                                                   | Eingeschossiger Mansardwalmdachbau mit Loggia, Giebelbalkon und Eckerker mit Haubendach, Jugendstil, 1912 | D-3-62-000-1476 | Wohnhaus                                                                                                   |
| Auf der Winzerer Höhe 1 (Standort)           | Hochbehälter der städtischen Wasserversorgung                                                              | Erbaut 1875 von der Firma Gruner und Thiem (Dresden) Unterirdischer Trinkwasserspeicher mit 3300 m³ Fassungsvermögen, mehrschiffige gewölbte Anlage in überputztem Backsteinmauerwerk Zugehöriges Wärterhaus, eingeschossiger Satteldachbau, Sichtziegel mit Lisenengliederung, 1875 Siehe auch Bei der Sallermühle 17, Pumpwerk nicht nachqualifiziert, im BayernViewer-denkmal nicht kartiert | D-3-62-000-1565 | Hochbehälter der städtischen Wasserversorgung                                                              |
| Auf der Winzerer Höhe 15 (Standort)          | Gaststätte (Seidenplantage), ehemaliges Fabrikationsgebäude einer Seidenspinnerei mit Maulbeerbaumplantage | Saalbau mit Walmdach, hohen Rundbogenfenstern, Oculi und Putzgliederungen, klassizistisch, um 1835 | D-3-62-000-172  | Gaststätte (Seidenplantage), ehemaliges Fabrikationsgebäude einer Seidenspinnerei mit Maulbeerbaumplantage |
| Bäckergasse 15 (Standort)                    | Wohnhaus                                                                                                   | Zweigeschossiger und traufständiger Halbwalmdachbau mit Aufzugsgaube und Putzgliederungen, erste Hälfte 19. Jahrhundert | D-3-62-000-202  | Wohnhaus                                                                                                   |
| Dreifaltigkeitsbergweg (Standort)            | Kreuzweg (14 Kreuzwegstationen)                                                                            | Profilierte Pfeiler aus Kalkstein mit Gusseisentafeln und Stifternamen, bezeichnet mit „1845“ (Station 1 „1865“) | D-3-62-000-327  | weitere Bilder                                                                                             |
| Schwandorfer Straße 3 (Standort)             | Ehemaliges Gasthaus Volksgarten                                                                            | Zweigeschossiger Walmdachbau mit einseitiger Mansarde und Putzgliederungen, Anfang 19. Jahrhundert | D-3-62-000-1054 | Ehemaliges Gasthaus Volksgarten                                                                            |
| Schwandorfer Straße 4 (Standort)             | Wohnhaus                                                                                                   | Zweigeschossiger und traufständiger Satteldachbau, 17. Jahrhundert | D-3-62-000-1055 | Wohnhaus                                                                                                   |
| Schwandorfer Straße 12 (Standort)            | Wohnhaus                                                                                                   | Zweigeschossiger und traufständiger Satteldachbau in Ecklage mit Zwerchhaus, Fassadengliederungen in Haustein und Putz, Neurenaissance, 1879 von Alois Kroen | D-3-62-000-1056 | Wohnhaus                                                                                                   |
| Schwandorfer Straße 39, 41 (Standort)        | Ehemaliger Brauereigasthof Auerbräu                                                                        | Zweigeschossiger Mansardwalmdachbau in Brückenkopflage zur Sallerner Regenbrücke, mit Durchfahrt und giebelständigem Seitenbau mit Satteldach, zweite Hälfte 18. Jahrhundert, in der Substanz wohl älter, nach Brand 1809 vereinigt | D-3-62-000-1057 | Ehemaliger Brauereigasthof Auerbräu                                                                        |
| Steinweg 1 (Standort)                        | Ehemaliges Stadtamhofer Waisenhaus St. Peter                                                               | Zweigeschossiger Walmdachbau mit Zwiebeldachreiter, 1737, 1893 mit westlichem Nachbarhaus durch Mitteltrakt verbunden, Anfang 20. Jahrhundert zu Wohnungen umgebaut | D-3-62-000-1166 | Ehemaliges Stadtamhofer Waisenhaus St. Peter                                                               |
| Steinweg 2, 4 (Standort)                     | Doppelwohnhaus                                                                                             | Nr. 2, ehemaliges Gasthaus Nittenauer Hof, dreigeschossiger Mansardwalmdachbau in Ecklage, 1872–80, 1911 aufgestockt Haus Nr. 4 dreigeschossiger Mansardwalmdachbau, 1812/40, wohl 1911 aufgestockt | D-3-62-000-1167 | Doppelwohnhaus                                                                                             |
| Steinweg 3 (Standort)                        | Ehemalige Glockengießerei                                                                                  | Dreigeschossiger und giebelständiger Mansarddachhaus mit Halbwalm, bezeichnet mit „1805“, Überformung 1899 | D-3-62-000-1168 | Ehemalige Glockengießerei                                                                                  |
| Steinweg 5 (Standort)                        | Ehemaliges Armen- und Krankenhaus                                                                          | Zweigeschossiger und giebelständiger Mansarddachbau mit Krüppelwalm, 1872–81, 1916 zum Wohnhaus umgebaut | D-3-62-000-1169 | Ehemaliges Armen- und Krankenhaus                                                                          |
| Steinweg 14 (Standort)                       | Wohnhaus mit Heiligenfigur                                                                                 | Dreigeschossiger und winkelförmiger Krüppelwalmdachbau mit einseitiger Mansarde, wohl 18. Jahrhundert, Relief mit heiligem Georg, bezeichnet mit „1775“ | D-3-62-000-1170 | Wohnhaus mit Heiligenfigur                                                                                 |
| Steinweg 20 (Standort)                       | Wohnhaus                                                                                                   | Zweigeschossiger und giebelständiger Mansarddachbau mit Halbwalm, 18. Jahrhundert und nach 1809 | D-3-62-000-1171 | Wohnhaus                                                                                                   |
| Steinweg 32 (Standort)                       | Ehemaliger Stadtbauernhof                                                                                  | Zweigeschossiger Walmdachbau in Ecklage, 17./18. Jahrhundert Stadel, giebelständiger Halbwalmdachbau, 17./18. Jahrhundert | D-3-62-000-1172 | Ehemaliger Stadtbauernhof                                                                                  |
| Traubengasse 6 (Standort)                    | Ehemaliges Schützenhaus                                                                                    | Zweigeschossiger Mansardwalmdachbau mit Mittelrisalit mit Bänderung und Pilastergliederung, klassizistisch, 1795 Ehemaliger Stallstadel, eingeschossiger Mansarddachbau mit Halbwalm, Anfang 19. Jahrhundert | D-3-62-000-1209 | Ehemaliges Schützenhaus                                                                                    |